# المذافر (ذي السفال)

تعديل مصدري - تعديل

المذافر محلة تابعة لقرية ذي سوادة، التابعة لعزلة ريده ورياد بمديرية ذي السفال إحدى مديريات محافظة إب في الجمهورية اليمنية، بلغ تعداد سكانها 103 حسب تعداد اليمن لعام 2004.